# Шейн (фільм)
«Шейн» (англ. Shane; 1953) — художній фільм Джорджа Стівенса в жанрі вестерн. Екранізація однойменного роману американського письменника Джека Шефера.

## Сюжет
У долину приїжджає таємничий чоловік із Дикого Заходу, який представляється Шейном. Він поселяється на фермі гомстедера Джо Старрета. Хоча він не розповідає нічого про своє минуле, мешканці долини здогадуються, що він був стрільцем (ганфайтером). Багатий скотар Руфус Райкер вважає, що вся долина належить йому, оскільки він з'явився тут раніше всіх. Коли Старрет та інші фермери опиняються під загрозою виселення, Шейн стає на їхній бік.

## У ролях
- Алан Ледд — Шейн
- Джин Артур — Меріан Старрет
- Ван Гефлін — Джо Старрет
- Брендон Де Вайлд — Джоуї Старрет
- Джек Пеленс — Джек Вілсон
- Бен Джонсон — Кріс Калловей
- Едгар Бьюкенен — Фред Льюїс
- Еміл Мейер — Руфус Райкер
- Елайша Кук-молодший — Френк Торрі

## Нагороди
- 1954 — премія «Оскар» Лойалу Ґріґґсу як найкращому оператору
- У 1993 році фільм було включено до Національного реєстру Бібліотеки Конгресу США.
- Списки Американського інституту кіно:
  - 100 найкращих фільмів (1998) (1998) — 69-те місце
  - 100 найкращих героїв та лиходіїв — 16-те місце (Шейн)
  - 100 кіноцитат — 47-ме місце («Шейн. Шейн. Повернись!»)
  - 100 найбільш надихаючих фільмів — 53-те місце
  - 100 найкращих фільмів (2007) — 45-те місце
  - 10 найкращих вестернів — 3-те місце